# 헛강 (웨스턴오스트레일리아주)
헛강(Hutt River)은 오스트레일리아 웨스턴오스트레일리아주 중서부를 흐르는 강이다.
노스웨스트 코스트 고속도로에서 동쪽으로 20km 정도 떨어진 곳에 위치하며 노샘프턴과 비누 사이에 위치한다. 이 강은 서쪽 방향으로 흐르며 그레고리 항구에서 남동쪽으로 6km 떨어진 인도양의 브로큰 앵커 베이에 이른다. 헛강의 주요 지류는 케네디 크릭이다. 다른 것들은 강에 담수를 공급하는 중요한 기여자인 야데르 굴리와 늪 굴리이다.
정상적인 흐름 하에서, 헛강은 마지막 사구를 통과하여 바다로 흘러가기 전에 북쪽으로 500m (1,600피트) 미만으로 흐른다. 무거운 흐름 하에서 그것은 곧장 뚫고 나간다.
하구에서 북쪽으로 2km 정도 떨어진 곳에 위치한 헛 라군은 근해의 염수이다. 카나본 북쪽의 맥레오드 호수와 마찬가지로 헛라군은 장벽 능선을 통해 바닷물을, 샘을 통해 유성수를 공급받는다. 염분이 해수면 아래에 위치하기 때문에 염분으로의 바닷물 침투는 일년 내내 계속된다.

## 역사
1629년 6월 9일 헛강 어귀에 있는 브로큰 앵커 베이에서 발견된 최초의 유럽인은 아마도 프란시스코 펠사르트일 것이다. 그는 아마도 1629년 11월 16일 사르담의 헛강 어귀로 돌아왔을 것이다. 그의 선원들은 그 지역을 탐험했고, 두 명의 반란자인 우터 루스와 얀 펠그롬 드 바이는 이곳에 버려져 호주 최초의 유럽인 거주자가 된 것으로 보인다.
1839년 4월 5일 조지 그레이 중 위가 친구 윌리엄 헛의 이름을 따서 헛강을 처음으로 발견했다. 헛은 서호주, 뉴질랜드, 사우스오스트레일리아의 식민지화에 깊이 관여한 영국 자유당 정치인이었으며, 서호주의 두 번째 주지사 존 헛의 형이었다. 헛은 웨스턴오스트레일리아 랜드 컴퍼니의 회장이었다. 다음날 그레이는 헛의 아내 메리 보우스의 이름을 따서 근처의 보우스 강이라는 이름을 지었다.

### 헛리버 공국
헛리버 공국은 강을 따라 중앙에 위치한 소국이었다. 공국은 18,500 에이커(75 km2)의 면적을 차지했으며 1970년에 밀 생산 할당량에 대한 분쟁의 결과로 오스트레일리아로부터 독립한 독립 주권 국가라고 주장했다. 오스트레일리아의 주 정부, 연방 정부, 또는 다른 어떤 국가에서도 이를 인정하지 않았다. 2020년 8월에 해산되었다.